# Туймазинське міське поселення
Туймази́нське міське поселення (рос. Туймазинское гордское поселение) — муніципальне утворення у складі Туймазинського району Башкортостану, Росія. Адміністративний центр та єдиний населений пункт — місто Туймази.
Станом на 2002 рік існувала Туймазинська міська рада (місто Туймази).

## Населення
Населення — 68587 осіб (2019, 66836 у 2010, 66687 у 2002).